# Афотическая зона
Афотическая зона (от «а» (др.-греч. α) — отрицательная приставка не-, без-, и «фотос» (φωτός) — свет) — глубинная водная толща водоёма, характеризующаяся полным отсутствием солнечного света и практически полным отсутствием фотосинтеза. Формально она определяется как глубина, за пределы которой проникает менее 1% солнечного света. Одна из трёх экологических зон (наряду с эвфотической зоной и дисфотической зоной), выделяемых в водоёмах зависимости от степени освещённости солнечным светом и наличия фотосинтеза. Нередко эту зону также называют «ночной зоной». Характерна для открытого океана, но может присутствовать и в глубоководных континентальных водоёмах, например в озере Байкал.

Экологические зоны Мирового океана

Афотическая зона является самой большой зоной открытого океана (подстилающей промежуточную дисфотическую зону), простирающейся в диапазоне глубин 1000 — 11 000 м. Охватывает как глубоководные зоны пелагиали — батипелагиаль, абиссопелагиаль и гадопелагиаль, так и глубинные зоны ложа океана (бентали) — батиаль, псевдобатиаль, талассобатиаль, абиссаль, псевдоабиссаль и ультраабиссаль, или гадаль. По сравнению с эвфотической и дисфотической зонами крайне бедна, как в плане биоразнообразия, так и по биомассе. Жизненные формы — в основном хищники и детритофаги — существуют здесь главным образом за счёт детрита, представляющего собой так называемый «трупный дождь» из полуразложившихся остатков гидробионтов, падающих из вышележащих слоёв пелагиали. Исключение составляет особая, связанная с чёрными курильщиками, глубоководная экологическая зона — гидротермаль с «оазисами жизни», в которых, в отличие от фотосинтеза эвфотической зоны, пищевая цепь существует благодаря первичной продукции, вырабатываемой на основе хемосинтеза хемоавтотрофных бактерий, усваивающих сульфидные минералы гидротермальных источников — гидротерм.
Относительно недавно, в 2005 году, в одном из глубоководных гидротермальных сообществ вблизи берегов Мексики была впервые обнаружена особая фотосинтетическая зелёная серобактерия (обозначенная как GSB1), способная осуществлять фотосинтез без солнечного света путём усваивания слабого свечения других организмов гидротермали.
Ихтиоцен афотической зоны представлен пелагическими и донными — придонно-наддонными рыбами, включающими группы батипелагических, батибентических, талассобатибентических, абиссобентических и гадобентических рыб.